# Gabry Ponte
Gabriele Ponte (Turín, Italia, 20 de abril de 1973), más conocido como Gabry Ponte, es un Disc jockey italiano. Exmiembro del grupo Eiffel 65. Actualmente DJ y colaborador en el programa de radio italiano m2o.
Gabriele empezó a ejercer de DJ cuando con 17 años por entretenimiento en su casa empezó a pinchar discos. Entonces pensó que podría convertirse en su hobby de fin de semana. Tras un tiempo trabajando para locales de su barrio y buscando abrirse camino en productoras que le negaban su entrada, ingresó en la Bliss Corporation en 1993, antes de que empezase a estudiar Física, que empezó pero no se licenció.
Uno de sus proyectos más importantes fue “DaBlitz Blissteam 883”. A partir de ahí la productora empezó a confiar en él y trabajó con artistas con M.T.J. Capuano. Desde entonces siempre ha estado en cada movimiento que la “BlissCo” ha realizado. Ha colaborado en más de 100 producciones de esta compañía en ocho años que lleva perteneciendo a ella. Además, ha estudiado diversas artes marciales orientales y posee gran dominio de ellas. En el videoclip del tema “Too Much Of Heaven” muestra algunas de sus habilidades.
En 2002 Gabry intercaló el grupo con trabajar en los locales. Sacó su primer disco en solitario, “GabryPonte”. El primer sencillo “Time To Rock” se convirtió en el número 1 de las pistas de baile en todo el Mundo durante un año. Gabry entró a trabajar entonces para Radio DJ, la emisora musical más importante de Italia. En 2003, “La Danza Delle Streghe” se convirtió en la canción más pinchada en los locales de baile del país. Ese mismo año comenzó el proyecto “Haiduchii”, con el que produjo el disco de un grupo emergente, “O-Zone” y realizó la base musical de la canción “Dragostea Din Tei”, escuchadísima en todo el mundo.
En enero de 2004, Gabry sacó su segundo disco, “Dr. Jekyll and Mr. Dj” y sacó a la venta su último sencillo, “Depends on you”.
El 18 de octubre de 2014 ocupó el pues número 61 en el "top 100 DJs" de la revista DJ Magazine DJ MAG, quedando fuera el 16 de octubre de 2015.
Representó a San Marino en el Festival de la Canción de Eurovisión 2025 con la canción Tutta l'Italia. Tras pasar a la final, quedó en el último lugar.
- Sitio Oficial de Gabry Ponte Archivado el 18 de diciembre de 2020 en Wayback Machine.
- EIFFEL 65 | GABRY PONTE | BLOOM 06 | ITALODANCE FORUMS
- Twitter Oficial de Gabry Ponte

| Predecesor: Megara con «11:11» | San Marino en el Festival de Eurovisión 2025 | Sucesor: ? |

## Discografía

### Sencillos
- Got To Get (2001)
- Time To Rock (2002)
- Music (feat.Mario Fargetta) (2002)
- Geordie (2003)
- De Musica Tonante (2003)
- The Man In The Moon (2003)
- La Danza Delle Streghe (2003)
- Figli Di Pitagora (feat. Little Tony) (2004)
- Depends On You (2004)
- Sin Pararse (feat. Ye Man) (2004)
- La Libertá (2006)
- Elektro Muzik Is Back (2006)
- U.N.D.E.R.G.R.O.U.N.D. (2006)
- The Point Of No Return (2007)
- I Dream Of You (Old School Mix) (2007)
- Paps N Skar vs Gabry Ponte - Bambina (2008)
- Format-C vs Gabry Ponte - Somebody Called Me (2008)

- Gabry Ponte and Paki - Ocean Whispers 2k9 (2009)
- Eiffel 65 - Blue (Gabry Ponte 2K9 Remix)(2009)
- Gabry Ponte ft. Miani - Vivi nell'aria (2009)
- Gabry Ponte - W La Guerra (2009)
- Gabry Ponte - Move Your Body (Gabry Ponte Extended Rework) (2010)
- Gabry Ponte, Cristian Marchi, Sergio D`Angelo feat Andrea Love - Dont Let Me Be Misunderstood (2010)
- Gabry Ponte vs Spoonface - Love 2 Party (2010)
- Matteo Maddè feat Jean Diarra vs Gabry Ponte - Fire (2010)
- Gabry Ponte ft. Maya Days - Sexy Dj (2010)
- Modà ft Gabry Ponte - Sono Già Solo (2010)
- Gabry ponte - skyride VS martillo vago - porque no MASH-UP (2011)
- Gabry Ponte + Djs From Mars + Bellani & Spada - Que Pasa (2011)
- Gabry Ponte feat. Zhana - Skyride (Cahill Mix) (2011)
- Gabry Ponte ft.  Pitbull and Sophia del Carmen - Beat on my drum (2012)
- Gabry Ponte ft. Belle Perez, Pitbull and Sophia del Carmen - Beat on my drum (2012)
- Dorotea Mele vs Gabry Ponte - Lovely on my hand (2012)
- Gabry Ponte - Tattaratta (feat. Darius & Finlay) (2012)
- Gabry Ponte - Imagínate (vs. La Familia Loca) (2012)
- Gabry Ponte ft. Haiducii & Jeffrey Jey - DRAGOSTEA DIN TEI (2013)
- Gabry Ponte - Sexy Swag (feat. Shaggy & Kenny Ray) (2013)
- Spyne & Palmieri vs. Gabry Ponte - Before The End (feat. Kenny Ray) (2013)
- Amii Stewart feat. Gabry Ponte - Sunshine Girl - Pop Mix (2013)
- DJ Matrix & Gabry Ponte - Fall in Love (2013)
- Elisa - L'Anima Vola - Gabry Ponte Remix (2014)
- Emanuele Nava & Gabry Ponte - Scream (2014)
- Mika - Stardust (feat. Chiara) - Gabry Ponte Bootleg Mix (2014)
- Fabry Fibra - Tranne Te - Gabry Ponte "Tantaroba" Rmx (2014)
- Emis Killa - Maracanã - Gabry Ponte Remix (2014)
- Gabry Ponte ft. Two Fingerz - La Fine Del Mondo (2014)
- Gabry Ponte - Buonanotte Giorno (2014)
- Hozier - Take Me To Church - Gabry Ponte Rmx (2015)
- Axwell /\ Ingrosso - Something New - Gabry Ponte Bootleg (2015)
- Gabry Ponte - Blue 2k15 (2015)
- Gabry Ponte - Blue Instrumental 2k15 (2015)
- Gabry Ponte - Showdown (2015)
- Gabry Ponte ft. Danti - che ne sanno i 2000 (2016)
- Gabry Ponte feat. Sergio Sylvestre - In The Town - Remix (2017)
- Gabry Ponte feat. Danti - Tu Sei (2017)
- GABRY PONTE ft. JUNIOR CALLY - Quando arrivo io (2018)
- Gabry Ponte, DJ Matrix feat. MamboLosco, Nashley - Ghostblaster (2018)
- Gabry Ponte & Pop X - Tanja (2018)
- Gabry Ponte, Dj Matrix, Nashley - Salgo Sul Palco (2018)
- Gabry Ponte - Felicità (2018)
- LUM!X, Gabry Ponte - Monster (2019)
- Gabry Ponte, Jerome - Lonely (2020)
- Gabry Ponte,  Vicco - Viento (2024)
- Gabry Ponte - Exotica (2025)

## Discografía
- Gabry Ponte (2002)
- Dr. Jekyll and Mr. DJ (2004)

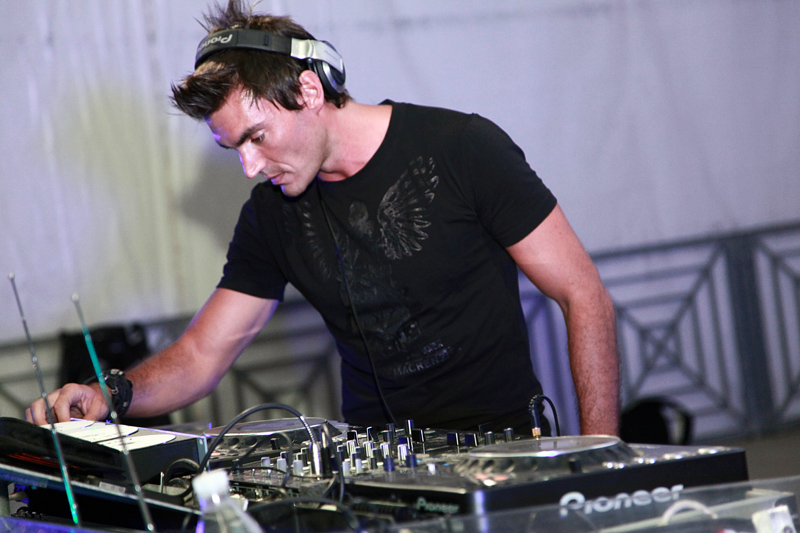
Gabre Ponte, 2011

- Modern Tech Noises According To Gabry Ponte (2007)
- Love Songs In The Digital Age According To Gabry Ponte (2007)
- Tunes From Planet Earth According To Gabry Ponte (2007)
- Gabry Ponte - Gabry2o (2008)
- Gabry Ponte - Gabry2o Vol.II (2009)
- Gabry Ponte pres. Dance & Love selection vol. 1 (2010)
- Gabry Ponte pres. Dance & Love selection vol. 2 (2010)
- Gabry Ponte pres. Dance & Love selection vol. 3 (2010)
- Gabry Ponte pres. Dance & Love selection vol. 4 (2011)